# Ottokar IV d'Estíria
Ottokar IV (1163 - 8 de maig de 1192) fou marcgravi d'Estíria el 1164 i després duc, a partir de 1180 fins a la seva mort. El marcgraviat estava subordinat al ducat de Baviera però a partir del 1180 fou elevat a ducat independent per l'emperador. Ottokar IV era fill d'Ottokar III d'Estíria al que va succeir quan va morir en una campanya contra els hongaresos el 1164, quan l'hereu tenia només un any.
El 17 d'agost de 1186 va signar el pacte de Georgenberg amb Leopold V de Babenberg, duc d'Àustria, pel qual Estíria passaria a Àustria si Ottokar moria sense descendència cosa molt probable, ja que aleshores Ottokar, encara que jove, estava malalt, ja que havia agafat la lepra a la croada. El pacte estipulava que Estíria hauria de romandre unida i conservaria les seves pròpies lleis.
A la seva mort el 1192, Estíria va passar, segons el que s'havia pactat, a Leopold V el Virtuós de la casa de Babenberg que va morir només dos anys després i va deixar Estíria al seu segon fill Leopold VI el Gloriós; la mort de Frederic I el Catòlic, el fill gran que va heretar Àustria, va permetre a Leopold el Gloriós reunir altre cop els ducats d'Àustria i Estíria el 1199.